# Daviston
Daviston ist ein Ort im Tallapoosa County, Alabama, USA. Die Gesamtfläche des Ortes beträgt 23,8 km². 2020 hatte Daviston 174 Einwohner.

## Demographie
Nach der Volkszählung aus dem Jahr 2000 hatte Daviston 267 Einwohner, die sich auf 109 Haushalte und 74 Familien verteilten. Die Bevölkerungsdichte betrug somit 11,2 Einwohner/km². 82,02 % der Bevölkerung waren weiß, 17,98 % afroamerikanisch. In 34,9 % der Haushalte lebten Kinder unter 18 Jahren. Das Durchschnittseinkommen betrug 31.250 Dollar pro Haushalt, wobei 18,4 % der Bevölkerung unterhalb der Armutsgrenze lebten.